# Гедипноис критская
Гедипноис критская (лат. Hedypnois rhagadioloides) — вид цветковых растений семейства Астровые (Asteraceae).

## Описание
Однолетнее растение. Стебли 5-40 см, как правило разветвленные. Нижние листья зубчатые или перистые. Период цветения длится с марта по май. Цветки и плоды появляются с марта по июнь.

## Распространение
Родина: Северная Африка: Алжир; Египет; Ливия; Марокко; Тунис. Западная Азия: Кипр; Израиль; Иордания; Ливан; Сирия; Турция. Кавказ: Азербайджан, Армения, Грузия, Россия. Европа: Албания, Босния и Герцеговина; Болгария, Словения, Черногория, Хорватия, Греция; Италия; Франция, Монако, Португалия; Испания; Испания, Мальта, Россия (Крым). Населяет луга, поля и пастбища. Растет на высотах от 0 до 1050 г.
На полуострове Крым вид находится под охраной.